# 红石站
红石站是一个锦承线上的铁路车站，位于辽宁省建平县富山乡，建于1934年，目前为四等站，邮政编码为122400。目前不办理客运营业；货运：仅办理专用线、专用铁道整车货物发到。